# Republica Democrată Germană
Republica Democrată Germană (cu acronimele RDG sau R.D.G., frecvent folosite în perioada 1950 - 1990, respectiv acronimul DDR în original în limba germană, de la Deutsche Demokratische Republik) a fost un stat german independent din blocul țărilor comuniste, situat în partea de est a Germaniei de azi, aflat sub controlul trupelor sovietice până în octombrie 1989. Între mai 1945 și octombrie 1949 Germania de Est a purtat în limba germană numele de „Zona de Ocupație Estică a Germaniei”. În această perioadă nu a fost clar dacă zona aceasta este o entitate statală sau nu.
La data de 7 octombrie 1949 Germania de Est s-a declarat stat independent cu capitala la Berlin, luându-și numele oficial de Deutsche Demokratische Republik („Republica Democrată Germană”). Acronimul german DDR a devenit unul de marcă pentru desemnarea estului Germaniei în țările vorbitoare de limbă germană.
Simultan cu declararea RDG, în aceeași zi de 7 octombrie 1949, Germania de Vest (sub numele anterior la fel de neclar „Zona de Ocupație Vestică a Germaniei”, aflată sub controlul trupelor americane, engleze și franceze) s-a declarat și ea stat independent, sub numele de Bundesrepublik Deutschland (Republica Federală Germania) , sau RFG (în germană BRD), cu capitala la Bonn. Pentru Bundesrepublik Deutschland în RDG s-a întrebuințat acronimul BRD, cu o conotație politică disprețuitoare. Însă în RFG acronimul BRD nu s-a folosit de către populație aproape deloc, iar autoritățile vest-germane chiar s-au împotrivit folosirii lui, BRD nefiind o desemnare oficială a statului Bundesrepublik Deutschland.
Odată cu reunificarea Germaniei, finalizată la 1 octombrie 1990, respectiv odată cu sărbătorirea primei aniversări a Germaniei Reunite la 3 octombrie 1990, statul comunist Deutsche Demokratische Republik a încetat să mai existe. Începând de atunci numele său și acronimul DDR se folosesc în Germania numai în sensul de „fosta” RDG.

## Scurt istoric
Spre sfârșitul celui de-al Doilea Război Mondial sovieticii au invadat Germania, iar la 16 aprilie 1945 au început atacul asupra Berlinului. La 30 aprilie au cucerit Reichstag-ul, ceea ce a marcat punctul culminant al invadării Germaniei de către Armata Roșie, care avea deja controlul unor capitale est și sud-est europene, precum București, Budapesta, Praga sau Varșovia. Sovieticii au ajuns până la Elba, unde au fost opriți de trupele britano-americane, care voiau să oprească expansiunea comunismului în Europa. Astfel, Germania a fost împărțită în patru sectoare de influență între cele patru mari puteri militare și anume URSS, SUA, Marea Britanie și Franța. De asemenea, și capitala Berlin a fost împărțită de cele patru puteri în patru sectoare de influență, cu toate că se afla în totalitate pe teritoriul zonei de influență sovietică. Această împărțire a capitalei a generat crize majore pentru Războiul Rece, cum ar fi Blocada Berlinului între 1948-1949 și, mai târziu, Zidul Berlinului.
În 1949 Iosif Stalin a cerut reparații de război marilor întreprinderi, combinate și uzine din zona de ocupație vestică, lucru refuzat însă de Harry Truman. În replică, Stalin a creat un nou stat, care s-a proclamat Republica Democrată Germană, cunoscută popular ca Germania de Est. În noul stat satelit al Moscovei a preluat puterea Partidul Unității Socialiste din Germania (Sozialistische Einheitspartei Deutschlands - SED), secretar general fiind numit Wilhelm Pieck.
În 1971 Erich Honecker a fost ales secretar general al SED, înlocuindu-l pe Walter Ulbricht. Honecker a fost obligat să demisioneze la 18 octombrie 1989 și, după un scurt intermezzo cu peripeții în care a cerut azil politic la ambasada Uniunii Sovietice din Berlin, a plecat în exil (mai exact, a fost lăsat să plece, conform unui acord tacit al tuturor părților implicate) în Chile, via Moscova, împreună cu soția sa Margot Honecker. Locul lui Honecker a fost luat de Egon Krenz, care a fost ultimul lider comunist al acestui stat.